# Сеньйорія

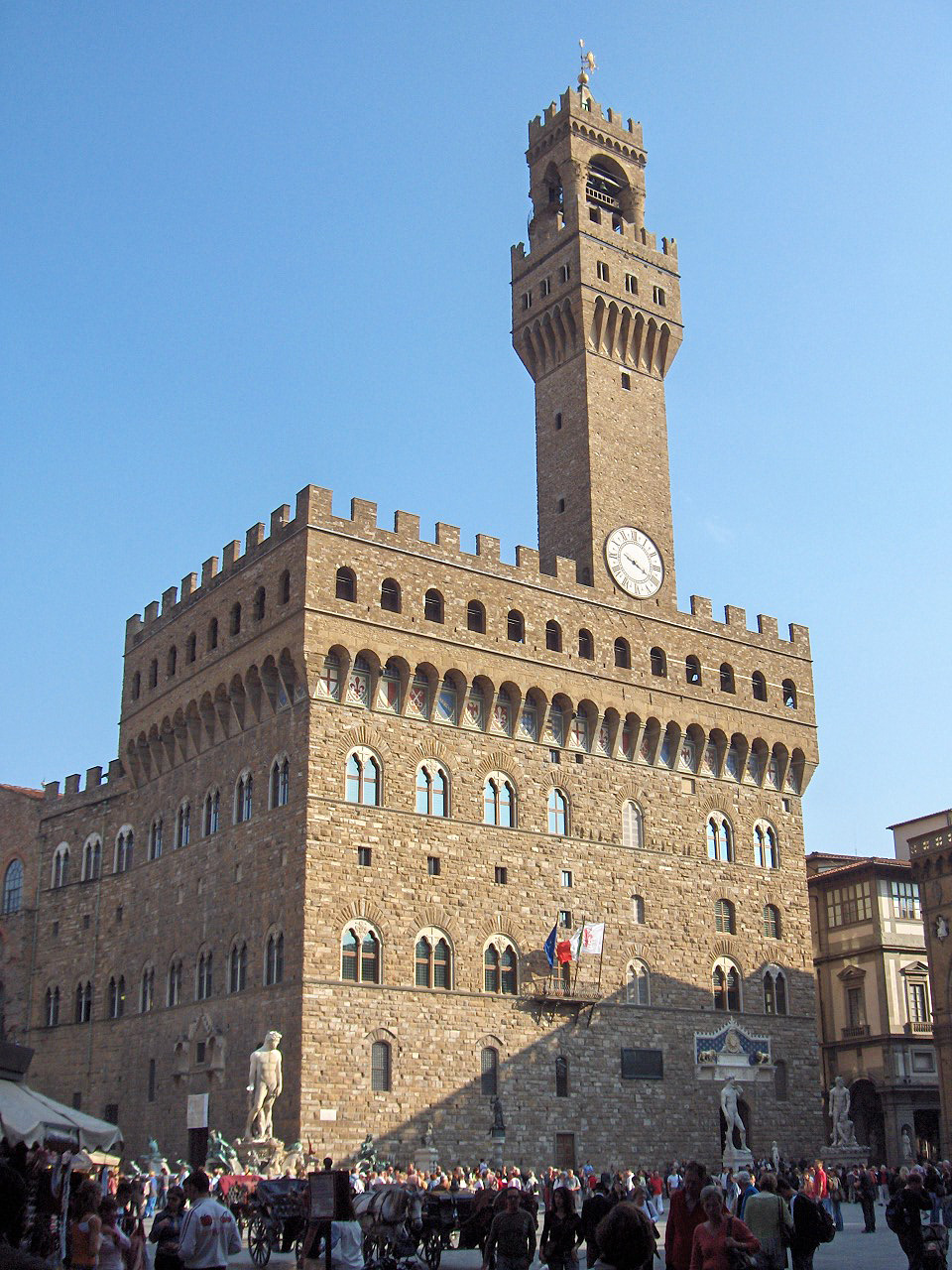
Палаццо Веккіо на площі Сеньйорії у Флоренції

Сеньйорія (італ. signoria, порт. senhoria, англ. lordship, нім. herrschaft; «господарство, панство»)  — різновид приватного землеволодіння. Володіння сеньйора (пана, господаря).

## Італія
- Орган міського самоврядування в італійських містах-комунах XIII — XIV століть (Пріорат).
- Форма політичного устрою ряду міст-держав Північної і Середньої Італії другої половини XIII — середини XVI століть, при якій вся повнота цивільної та військової влади зосереджувалася в руках сеньйора. Спочатку встановлювалася довічна диктатура, потім вона ставала спадковою (наприклад, Вісконті в Мілані, Медічі у Флоренції). Називають також тиранією.

## У Канаді
У XVII столітті система Сеньорії (les signeuries) на земельних наділах, що їх роздавали французькі королі, встановилася і на території Нової Франції в провінції Квебек і проіснувала до британської окупації 1760 р. Частково відбивається і зараз в адміністративно-територіальному устрої вищеназваної провінції.